# ترنح (فيزياء)

دوران
مبادرة
ترنحأثناء ميلان الكوكب

التَّرَنُّح (بالإنجليزية: Nutation) هو حركة تذبذبية في محور دوران جسم متناظر محوريًا إلى حد كبير، مثل المدوار أو الكوكب أو الرصاصة في الجو.

## الفلك
يترنح الكوكب لأن تأثيرات الجاذبية للأجسام الأخرى تتسبب في تغير سرعة مبادرته المحورية بمرور الوقت، بحيث لا تكون السرعة ثابتة.

### الأرض

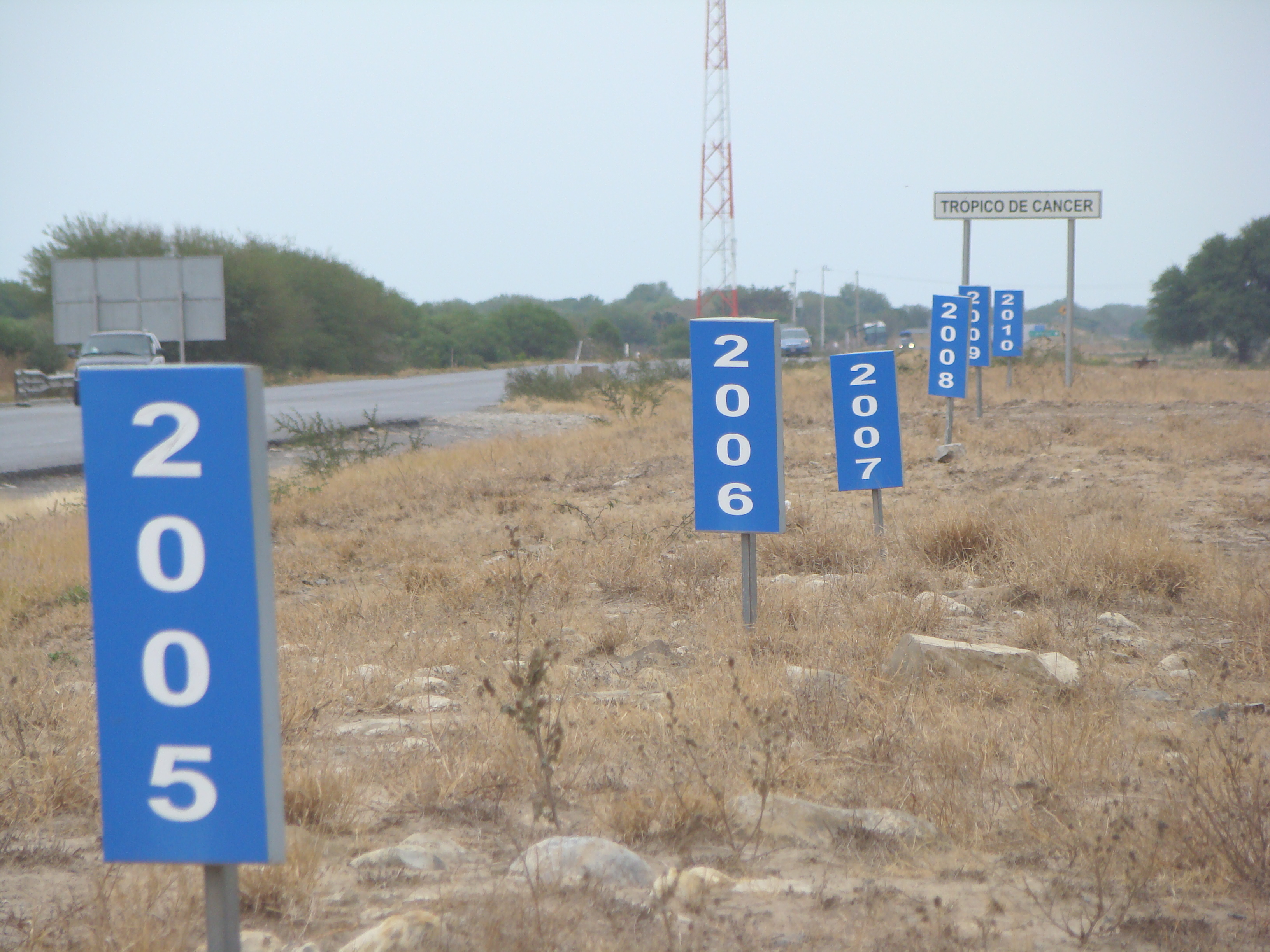
التغييرات السنوية في موقع مدار السرطان بالمكسيك

يغير الترنح بمهارة الميل المحوري للأرض بالنسبة لمستوي فلك البروج، مما يؤدي إلى تحويل دوائر العرض الرئيسية (الدوائر الاستوائية والدوائر القطبية).
في حالة الأرض، فإن المصادر الرئيسية لقوة المد والجزر هي الشمس والقمر، اللذان يغيران الموقع بشكل مستمر بالنسبة لبعضهما البعض وبالتالي يتسببان في حدوث ترنح محور الأرض.
تبلغ مدّة ترنح الأرض 18.6 سنة، وهي نفس فترة مبادرة العقد المدارية للقمر .